# Municipio de Boomer (Iowa)
El municipio de Boomer (en inglés: Boomer Township) es un municipio ubicado en el condado de Pottawattamie en el estado estadounidense de Iowa. En el año 2010 tenía una población de 681 habitantes y una densidad poblacional de 7,38 personas por km².

## Geografía
El municipio de Boomer se encuentra ubicado en las coordenadas 41°27′12″N 95°46′36″O / 41.45333, -95.77667. Según la Oficina del Censo de los Estados Unidos, el municipio tiene una superficie total de 92.28 km², de la cual 91,82 km² corresponden a tierra firme y (0,5 %) 0,46 km² es agua.

## Demografía
Según el censo de 2010, había 681 personas residiendo en el municipio de Boomer. La densidad de población era de 7,38 hab./km². De los 681 habitantes, el municipio de Boomer estaba compuesto por el 98,53 % blancos, el 0,15 % eran afroamericanos, el 0,44 % eran amerindios, el 0,15 % eran asiáticos, el 0,29 % eran de otras razas y el 0,44 % eran de una mezcla de razas. Del total de la población el 1,17 % eran hispanos o latinos de cualquier raza.